# François, portrait d'un absent
François, portrait d'un absent est un récit de Michaël Ferrier paru le 16 août 2018 aux éditions Gallimard et ayant reçu le prix Décembre la même année.

## Historique
« Dès la parution en 2018 de François, portrait d’un absent, la critique – la presse comme la radio – a été sensible à l’originalité de ce livre consacré à un ami cher, tôt disparu, le cinéaste et homme de radio François Christophe, emporté par une vague, avec sa fille Bahia. » (Yann Mevel, « François, portrait d’un absent : livre de deuil, livre solaire », dans le livre Michaël Ferrier, un écrivain du corail, Paris, Éditions Honoré Champion, 2021). Dans le journal Le Soir, Pierre Maury qualifie François, portrait d’un absent de « livre de deuil à l’enthousiasme contagieux », précisant d’emblée la double nature paradoxale du livre, à la fois livre de deuil et livre de vie.
Sélectionné pour le Prix Renaudot et le Prix Wepler, finaliste du Prix Femina, le livre reçoit finalement le prix Décembre le 8 novembre 2018.

## Résumé
Au milieu de la nuit, un téléphone sonne à Tokyo : une « voix blanche » annonce au narrateur la mort d’un ami, François Christophe, cinéaste et réalisateur de radio et de sa petite fille, Bahia, tous deux emportés par une vague, dans la mer qui borde l'île de la Graciosa (île), au large des Canaries. 
Le livre commence alors une remontée dans le temps pour conter l’amitié entre François et le narrateur, depuis les années d’études au Lycée Lakanal, la découverte du cinéma et de la musique, les années dans le Quartier de Belleville, Rue de Sambre-et-Meuse, la découverte du Japon. En suivant le parcours de François, notamment aux côtés de Mehdi Charef ou d’Alain Cavalier, son premier film consacré à un sans-abri, Thierry, portrait d’un absent (dont le livre reprend le titre), puis son passage à France Culture, où il réalise l’adaptation radiophonique de Millénium (série littéraire) et du roman de Victor Hugo Les Misérables, le livre donne à voir « le portrait d’une jeunesse sacrée, d’un courant d’air, d’un cinéaste, d’un mélomane, d’un homme de radio – les pages consacrées à la radio et à ceux qui l’inventent dans les studios de France Culture sont splendides –, d’un ami retrouvé. ».
Après une ultime réflexion sur les Carrières de Montmartre, évocation historique et philosophique à la fois des crevasses et des abîmes qui servirent à la construction de la ville de Paris et à la fondation de la paléontologie (« Notre vie est construite sur des galeries chaotiques »), le livre se ferme comme il s’était ouvert, sur une évocation poétique de la couleur blanche (« Il y a toutes sortes de blancs »), couleur du deuil (« Au Japon, le blanc fut longtemps la couleur du deuil. (…) Jusqu'au XVIe siècle, les reines de France elles aussi portaient le deuil en blanc… »), de la littérature (« sur la pierre blanche de la page ») et de l’amitié.

## Réception critique

### Un livre double: livre de deuil et hymne à la joie
« Tombeau de papier », « Tombeau de mots fervents », François, portrait d’un absent est évidemment un livre de deuil, consacré au double décès par noyade du meilleur ami de Ferrier et de sa fille : « Dans un livre où le tact le dispute à l'émotion, Michaël Ferrier explore le sentiment de la perte et les jours heureux avec celui qui n'est plus. A la lecture de ce récit foisonnant, qui émeut par la grâce d'une élégante finesse d'évocation, on éprouve à quel point le cheminement parallèle de ces deux hommes laisse pour toujours meurtri celui qui demeure, et la gorge se noue au détour de la terrible vérité assenée a certains carrefours stratégiques du texte : « François est mort. » » 
L’écrivain et critique littéraire Pierre Ahnne compare le livre à un cénotaphe, tombeau à la mémoire d’un défunt qui arrive à donner toute son intensité au sentiment de l’absence par une composition subtile et élégante : « La beauté et l’originalité de ce tombeau tiennent à ce qu’il constitue peut-être plutôt un cénotaphe. Par les effets combinés de l’à-côté, de l’écho et de l’entrelacs, il circonscrit et fait surgir le vide, donnant par là toute son intensité au sentiment de l’absence. Ses subtils détours en forme d’arabesques sont une façon profondément élégante de parler de la mort. »
Pourtant, ce « beau livre (…), aux antipodes de la facilité, du pathos et de l’oubli » (Jean-Noël Orengo, Transfuge, 11/9/2018) n’est pas seulement un grand livre sur la mort : c’est aussi et peut-être avant tout « un livre fulgurant, écrit dans la vérité d’un dialogue franchissant la mort, un ouvrage où la vie gagne à la fin ». Les critiques ont très vite relevé en effet dans le style de Ferrier un aspect « solaire » ou « lumineux », qui dépasse la simple évocation d’une disparition douloureuse, « franchissant la mort » pour évoquer, par une réflexion sur la jeunesse et l’amitié, les puissances de vie. Le critique littéraire Yann Mével, professeur à l’université du Tōhoku, va jusqu’à parler d’un livre de « pétillement », dont il fait un mot-clé pour comprendre le livre : « Ce « pétillement » doit à la virtuosité enjouée qui, alliant traits d’humour et traits d’ironie, associe le récit d’une vie particulière à l’évocation de bien d’autres amitiés. Mais il faut surtout entendre le mot « pétillement » dans son sens premier, imagé, qui suppose éclat, luminosité. » (Mevel).
L’adjectif « solaire » revient dans l’analyse de Jérôme Garcin : « Un livre solaire et amniotique sur l'amitié », qui évoque lui aussi un livre à la fois de deuil et de vie, à la fois « couleur de lilas et de marbre ». Ainsi, conclut Alexandre Fillon, dans le magazine Lire, « Le lumineux portrait que signe Ferrier se lit tout autant comme un récit de deuil que comme un hymne à la joie. » (Alexandre Fillon, Lire, numéro 468, septembre 2018).
L’accueil du livre est excellent : les critiques sont sensibles à la fois au sujet du livre, poignant, mais aussi à la « délicatesse » et à la « grâce » qui émanent du livre, deux mots qu’on retrouve dans de nombreux comptes-rendus : « Tissé de mots sensibles et puissants, justes et imagés, François, portrait d'un absent mêle l'amour au tragique, sans jamais plonger dans le sordide ou le voyeurisme. Si bien qu'en refermant ces pages, doucement, on garde le silence, au terme d'un grand livre ».

### Thématiques de l’œuvre
François, portrait d’un absent est un livre qui aborde plusieurs thèmes, et tout d’abord le cinéma : l’ami disparu, François Christophe, étant cinéaste, chaque partie porte le titre d’un film important : Les Quatre Cents Coups de François Truffaut, Libera Me (film, 1993) d’Alain Cavalier, Breaking the Waves de Lars von Trier). Le livre se penche aussi sur la misère sociale en France (« Ils sont partout, dans nos rues, sous nos porches, dans nos escaliers. Ils sont proches et pourtant terriblement éloignés. On les trouve dans les couloirs du métro comme dans les entrées d'immeubles, dans les gares et dans les squares, sur les bouches d'aération, sous les piles des ponts. (…) Ils sont sales, ils puent. Ils ne sont plus utiles, ni « productifs », ils n'ont pas pris le train en marche, ils ne sont plus clients, salariés ou usagers. Ils sont usés. Et, puisque la métaphore du sport semble aujourd'hui structurer toutes les strates de la société, il faut l'entendre au sens professionnel comme au sens athlétique : ils ne sont pas qualifiés »). Enfin, la radio est aussi évoquée (chapitre sur « Les aventuriers du son » et les adaptations radiophoniques des œuvres littéraires), ainsi que le Japon, où part vivre le narrateur et auquel Ferrier a déjà consacré plusieurs livres. Mais le thème central de l’œuvre est l’amitié.

### Une réflexion sur l’amitié
Tous les critiques le remarquent : l’amitié est le thème principal de François, portrait d’un absent : « un livre solaire et amniotique sur l'amitié » : « De manière émouvante, l'écrivain redonne vie à son vieil ami, le producteur François Christophe », note Fabienne Pascaud. « François s'est noyé, et son ami écrivain lui redonne vie dans un texte lumineux qui restitue leur relation, profonde et turbulente. Une méditation sur l'amitié. » (Jean-Baptiste Harang, Le Magazine littéraire, octobre 2018).
Thème central, l’amitié est traitée dans François, portrait d’un absent de plusieurs manières : ce sentiment est célébré mais aussi interrogé. L’auteur questionne la nature profonde de l’amitié, mais aussi ses turbulences et ses fractures, « loin de toute idéalisation » . Même les moments de doute, de crise sont évoqués : « Ferrier rend sensible la dégradation d’une relation, l’hébétude qui nous envahit tandis qu’une structure se décompose. L’affection nous fuit entre les mains ». Mais c’est surtout « la beauté et l’intensité du lien » qui le retient, ainsi que, loin de tout égocentrisme, l’ouverture que permet l’amitié à une réflexion sur soi-même, ce qui fait de François, portrait d’un absent « un splendide et introspectif journal de deuil ».
Même s’il ne se présente pas sous les apparences d’un essai en bonne et due forme, le récit de Ferrier est nourri de références et de lectures : Ménandre, Cicéron, Plutarque, Pétrarque sont évoqués, ainsi que les pratiques rituelles, principalement au Japon, en Chine et à Madagascar. Une grande culture classique est convoquée et les exemples d’amitié célèbres sont repris et passés au crible du récit et de l’analyse, en Grèce et chez les Romains, où ce thème a souvent été traité, mais aussi, compte tenu de l’intimité de Ferrier avec le Japon et de sa proximité avec la Chine, dans le monde sinisé. Ferrier évoque en passant « Achille et Patrocle, Castor et Pollux, Oreste et Pylade (…)  les plus connus. Mais aussi Thésée et Pirithoos, Pythias et Damon, Héraclès et Iolaos... Matière foisonnante ! Et puissante, puisqu'elle traverse les siècles et survit jusqu'à nos jours, serait-ce sous une forme comique et dégradée : Laurel et Hardy (version burlesque), Bouvard et Pécuchet (version grotesque)... Tacite et Pline le Jeune, Dante et Cavalcanti, Ronsard et Du Bellay, Goethe et Schiller ». Mais il se concentre surtout sur trois exemples : les cinéastes François Truffaut et Jean-Luc Godard (François Christophe, l’ami disparu, étant cinéaste), les écrivains chinois Du Fu et Li Bai… et bien sûr Montaigne et La Boétie, dont Ferrier propose une relecture du célèbre « Parce que c’était lui, parce que c’était moi ».
Comme le résume Nils C. Ahl dans le journal Le Monde : « Il n’est pas besoin de trop disserter sur les mérites littéraires (évidents) de François, portrait d’un absent, tant sa délicatesse et sa sincérité semblent repousser tout commentaire. Néanmoins, dans la musique des souvenirs, dans l’équilibre ténu de ce livre, dans l’ondulation des « particules blanches sur fond blanc », il faut le dire, il y a bien l’écriture réussie d’un mystère et d’une joie : l’amitié ».

## Éditions
- Éditions Gallimard, coll. « L'Infini », 2018  (ISBN 9782072801426)[15].

- Livre audio, Éditions Gallimard, lu par Thibault de Montalembert, 2019  (ISBN 9782072845680)[16].